# Xylosma crenatum
Xylosma crenatum é uma espécie de planta da família Salicaceae.
É endémica dos Estados Unidos da América.
Está ameaçada por perda de habitat.